# Taça de Portugal 1956-1957
La Taça de Portugal 1956-1957 fu la 17ª edizione della Coppa di Portogallo. Il Benfica vinse il nono titolo della sua storia battendo nella finale del 2 giugno 1957 il Covilhã 3-1 presso lo Stadio nazionale di Jamor.

## Squadre partecipanti
In questa edizione erano presenti tutte le 14 squadre di Primeira Divisão, 22 squadre di Segunda Divisão e il Marítimo come campione di Madera.

### Primeira Divisão

#### 14 squadre
| - Académica - Atlético CP - Barreirense - Belenenses - Benfica | - Caldas - Covilhã - CUF Barreiro - Lusitano - Oriental Lisbona | - Porto - Sporting Lisbona - Torreense - Vitória Setúbal |

### Segunda Divisão

#### 22 squadre
| - Almada - Arroios - Boavista - Chaves - Desportivo Beja - Estoril Praia | - Espinho - Gil Vicente - Juventude de Évora - Leixões - Leões Santarém - Marinhense | - Olhanense - Olivais - Peniche - Portalegrense - Portimonense | - Sanjoanense - Tirsense - União de Coimbra - União de Montemor - Vianense |

### Altra partecipante
- Marítimo

## Turno preliminare
Il turno preliminare fu disputato dalle squadre di Segunda Divisão.
|                   | Risultato |                    | Andata | Ritorno |  |
| ----------------- | --------- | ------------------ | ------ | ------- |  |
| Vianense          | 2 - 1     | União de Coimbra   | 1 - 1  | 1 - 0   |  |
| União de Montemor | 5 - 4     | Desportivo Beja    | 3 - 2  | 2 - 2   |  |
| Espinho           | 4 - 7     | Gil Vicente        | 4 - 3  | 0 - 4   |  |
| Olivais           | 7 - 4     | Chaves             | 3 - 1  | 4 - 3   |  |
| Portimonense      | 3 - 7     | Arroios            | 2 - 1  | 1 - 6   |  |
| Portalegrense     | 3 - 6     | Leixões            | 1 - 2  | 2 - 4   |  |
| Peniche           | 2 - 4     | Sanjoanense        | 2 - 2  | 0 - 2   |  |
| Olhanense         | 1 - 4     | Juventude de Évora | 0 - 1  | 1 - 3   |  |
| Marinhense        | 3 - 6     | Leões Santarém     | 2 - 2  | 1 - 4   |  |
| Boavista          | 4 - 2     | Estoril Praia      | 3 - 1  | 1 - 1   |  |
| Almada            | 6 - 5     | Tirsense           | 3 - 2  | 3 - 3   |  |

## Primo turno
|                    | Risultato |                 | Andata | Ritorno | Spareggio |  |
| ------------------ | --------- | --------------- | ------ | ------- | --------- |  |
| União de Montemor  | 1 - 12    | Covilhã         | 1 - 6  | 0 - 6   |           |  |
| Oriental Lisbona   | 4 - 5     | Caldas          | 4 - 3  | 0 - 2   |           |  |
| Leões Santarém     | 0 - 4     | Académica       | 0 - 0  | 0 - 4   |           |  |
| Leixões            | 3 - 6     | Vitória Setúbal | 3 - 4  | 0 - 2   |           |  |
| Juventude de Évora | 1 - 3     | Arroios         | 0 - 0  | 1 - 3   |           |  |
| Gil Vicente        | 0 - 7     | Torreense       | 0 - 3  | 0 - 4   |           |  |
| CUF Barreiro       | 3 - 3     | Almada          | 1 - 1  | 2 - 2   | 3 - 1     |  |
| Boavista           | 3 - 4     | Barreirense     | 1 - 3  | 2 - 1   |           |  |
| Atlético CP        | 7 - 1     | Olivais         | 5 - 0  | 2 - 1   |           |  |
| Sanjoanense        | 3 - 7     | Vianense        | 1 - 3  | 2 - 4   |           |  |

## Ottavi di finale
|                  | Risultato |             | Andata | Ritorno |  |
| ---------------- | --------- | ----------- | ------ | ------- |  |
| Vitória Setúbal  | 4 - 3     | Belenenses  | 3 - 1  | 1 - 2   |  |
| Vianense         | 3 - 9     | Barreirense | 3 - 3  | 0 - 6   |  |
| Sporting Lisbona | 4 - 3     | Atlético CP | 3 - 1  | 1 - 2   |  |
| Lusitano         | 6 - 7     | Covilhã     | 4 - 0  | 2 - 7   |  |
| Porto            | 10 - 1    | Arroios     | 5 - 0  | 5 - 1   |  |
| CUF Barreiro     | 1 - 4     | Torreense   | 1 - 2  | 0 - 2   |  |
| Benfica          | 3 - 0     | Caldas      | 0 - 0  | 3 - 0   |  |
| Académica        | 6 - 5     | Marítimo    | 2 - 2  | 4 - 3   |  |

## Quarti di finale
|                  | Risultato |                 | Andata | Ritorno | Spareggio |  |
| ---------------- | --------- | --------------- | ------ | ------- | --------- |  |
| Torreense        | 3 - 3     | Benfica         | 1 - 1  | 2 - 2   | 0 - 4     |  |
| Sporting Lisbona | 1 - 2     | Vitória Setúbal | 0 - 0  | 1 - 2   |           |  |
| Porto            | 1 - 3     | Covilhã         | 1 - 2  | 0 - 1   |           |  |
| Barreirense      | 8 - 7     | Académica       | 5 - 2  | 3 - 5   |           |  |

## Semifinale
|             | Risultato |                 | Andata | Ritorno |  |
| ----------- | --------- | --------------- | ------ | ------- |  |
| Covilhã     | 3 - 1     | Vitória Setúbal | 3 - 0  | 0 - 1   |  |
| Barreirense | 0 - 5     | Benfica         | 0 - 1  | 0 - 4   |  |

## Finale
| Arbitro: | Francisco Guerra (Oporto) |

|                                   |           |           |
| Salvador 12’ Águas 15’ Coluna 87’ | Marcatori | 19’ Pires |

| Benfica | Covilhã |

### Formazioni
| Benfica     |   |                    |
|             |   |                    |
| POR         | 1 | José de Bastos     |
| DIF         |   | Jacinto Marques () |
| DIF         |   | Zézinho            |
| DIF         |   | Ângelo Martins     |
| DIF         |   | Manuel Serra       |
| CEN         |   | Francisco Palmeiro |
| CEN         |   | Mário Coluna       |
| CEN         |   | Domiciano Cavém    |
| CEN         |   | Leonel Pegado      |
| ATT         |   | José Águas         |
| ATT         |   | Salvador Martins   |
| Sostituiti: |   |                    |
| Allenatore: |   |                    |
| Otto Glória |   |                    |

| Covilhã          |   |                        |
|                  |   |                        |
| POR              | 1 | Zé Rita                |
| DIF              |   | Hélder Toledo          |
| DIF              |   | Jorge Nicolau          |
| DIF              |   | António Lourenço       |
| CEN              |   | Pedro Martín           |
| CEN              |   | Francisco Manteigueiro |
| CEN              |   | Victoriano Suárez      |
| CEN              |   | Amílcar Cavém          |
| ATT              |   | Fernando Cabrita       |
| ATT              |   | Carlos Ferreira ()     |
| ATT              |   | Fernando Pires         |
| Sostituiti:      |   |                        |
| Allenatore:      |   |                        |
| Tavares da Silva |   |                        |